# Catarina Katzer
Catarina Katzer (geboren 20. März 1973 in Karlsruhe) ist eine deutsche Diplomvolkswirtin, die sich mit den psychologischen und sozialen Auswirkungen und dem Denken und Handeln in der digitalen Welt (Cyberpsychologie) befasst.

## Leben und Karriere
Katzer studierte Volkswirtschaftslehre sozialwissenschaftlicher Richtung an der Universität zu Köln. Ihre Doktorarbeit schrieb sie über Cybermobbing bei Kindern und Jugendlichen am dortigen Institut für Wirtschafts- und Sozialwissenschaften.
Sie ist als Referentin zu digitalen Themen tätig. Sie ist Mitgründerin und ehemaliges Vorstandsmitglied eines Vereins, der sich für die Aufklärung und Sensibilisierung der Gesellschaft über Mobbing im Internet einsetzt.
Katzer beschäftigt sich mit dem sozialen Verhalten, Werten, Denken, Gefahren und Gefahrenprävention im Web 2.0. Sie entwickelte mehrere Konzepte für die von Gewaltprävention und Medienerziehung in Bildung und Erziehung.
Zu ihren Themengebieten gehören unter anderem Cyber-Mobbing und Cyber-Kriminologie, Fake News, digitale Kompetenz, Internetabhängigkeit, Smartphonenutzung und der Einfluss von Internet (im Besonderen sozialer Medien) und künstlicher Intelligenz auf das Individuum und die Gesellschaft.

## Veröffentlichungen
- Cyberpsychologie : Leben im Netz: Wie das Internet uns verändert. 2016, Deutscher Taschenbuch Verlag, ISBN 978-3-423-26092-3
- Cybermobbing – wenn das Internet zur Waffe wird. 2014,  Springer Spektrum, ISBN 978-3-642-37671-9
- Gefahr aus dem Netz : der Internet-Chatroom als neuer Tatort für Bullying und sexuelle Viktimisierung von Kindern und Jugendlichen. 2007 (Dissertation)